# .ky
.ky là tên miền quốc gia cấp cao nhất (ccTLD) của Đảo Cayman. Việc đăng ký bị hạn chế chỉ dành cho công dân và công ty đã đăng ký tại Đảo Cayman, một địa chỉ và số điện thoại trong nước là yêu cầu đối với người đăng ký và địa chỉ ủy quyền.

## Các tên miền cấp 2
Việc đăng ký được chấp nhận trực tiếp ở cấp 2, hoặc ở cấp 3 dưới các tên sau:
- com.ky
- org.ky
- net.ky
- edu.ky (hạn chế cho các cơ quan giáo dục)
- gov.ky (hạn chế cho các cơ quan chính phủ)